# Film Ebaluki
 (janvier 2020).
Si vous disposez d'ouvrages ou d'articles de référence ou si vous connaissez des sites web de qualité traitant du thème abordé ici, merci de compléter l'article en donnant les références utiles à sa vérifiabilité et en les liant à la section « Notes et références ».
Albums de Bozi Boziana
Position Eyebani
(1999) Jeu Muké
(2000)
Film Ebaluki est un album Bozi Boziana avec l'orchestre Anti Choc, sorti en avril 2000.

## Titres
1. Aller-retour
2. Amour Oti Wapi
3. Film Ebaluki
4. Mandarine
5. Fanny
6. Palpitation
7. Voyage Ya Mikili
8. Faux-jeton
9. Yobosani
10. Vice-versa
11. Christine Triest

## Participants

### Chant
- Bozi Boziana
- Seidou
- Loko Succès
- Michaux Chamberton Dix
- Delvis El Salsero
- Kapens
- Mbilia Bel
- Abby Sourya

Animation
- Théo Mbala

### Guitares
- Coréen Polystar
- Pathy Bass
- Sec Bidens
- Maika Munan

### Batterie
- Mavungu

### Percussions
- Iko

### Synthétiseur
- Théo Bidens